# Tanqiao (köpinghuvudort i Kina, Hubei Sheng, lat 30,16, long 112,30)
Tanqiao är en köpinghuvudort i Kina. Den ligger i provinsen Hubei, i den centrala delen av landet, omkring 200 kilometer väster om provinshuvudstaden Wuhan. Antalet invånare är 21 788. Befolkningen består av 10 963 kvinnor och 10 825 män. Barn under 15 år utgör 12,0 %, vuxna 15-64 år 77 %, och äldre över 65 år 9,0 %.
Runt Tanqiao är det tätbefolkat, med 397 invånare per kvadratkilometer. Närmaste större samhälle är Shashi, 16,6 km norr om Tanqiao. Trakten runt Tanqiao består till största delen av jordbruksmark.
Genomsnittlig årsnederbörd är 1 247 millimeter. Den regnigaste månaden är maj, med i genomsnitt 183 mm nederbörd, och den torraste är december, med 19 mm nederbörd.